# Patologia de calculator
Patologia de calculator este un termen care desemnează reacțiile organismului omenesc la privitul îndelungat și concentrat la ecranul de calculator.

## Generalități
Era calculatorului  a adus cu sine o explozie informatională nemaiîntâlnită, dar și o suprasolicitare într-un alt sens a organismului uman. Expunerea în fața computerului 10-12 ore pe zi pentru cei care lucrează în domeniul IT, dar și pentru toți cei care fac exces de calculator, a adus cu sine un cortegiu de simptome noi care s-au constituit într-un adevarat sindrom numit de medici „Sindromul privitului la calculator” (din engleză de la Computer Vision Syndrome). După cum arată Asociatia Optometrical, utilizarea în timp îndelungat a calculatorului nu este naturală pentru ochiul uman și, ca urmare, 75 % din persoanele care lucrează zilnic in fața monitorului au diverse probleme.

## Sindromul privitului la calculator
“Sindromul privitului la calculator” apare în urma privitului îndelungat la monitor (ecranul monitorului). Primele simptome sunt: durerile de cap, usturimea și înroșirea ochilor, vedere încețoșată, neclară, dureri ale musculaturii cefei și spatelui, oboseală oculară, dificultăți de acomodare virtuală, tulburări de atenție. Aceste simptome apar ca urmare a modului diferit de percepție a caracterelor (literelor) de pe monitor și a simbolurilor tipărite. Caracterele terminalului video nu au același contrast pe tot ecranul. Intensitatea pixelilor e maximă în centru și diminuată către marginile ecranului, ceea ce solicită o acomodare prelungită din partea cristalinului ochiului. Pe Internet și în anumite cărți de medicină neprofesională circulă și termenul de „Sindromul virusului numit computer”, care însă este traducere eronată a termenului englezesc original Computer Vision Syndrome.

## Sindromul de ochi uscat
Privitul la monitor produce o scădere a frecvenței clipitului, iar ochiul devine mai uscat. Pentru a se hidrata, ochiul trebuie să clipească cel puțin o data la 30 secunde. Există un film lacrimal care protejează vederea și care este grav perturbat în timpul folosirii îndelungate a calculatorului. De câte ori clipim, glandele lacrimale acționeaza ca o peliculă la nivelul corneei, hidratând-o. Când ochiul privește fix, fără să clipească, el nu mai este umezit și apare senzația de uscăciune și iritare, adică ceea ce medicii numesc „Sindromul de ochi uscat”. Se recomandă în aceste situații folosirea de 3-4 ori pe zi a lacrimilor artificiale pentru lubrifierea și protecția ochilor.

## Tulburări funcționale la nivelul ochilor
Oftalmologii atrag atenția asupra tulburărilor funcționale oculare: jena, oboseala și spasmul ocular. Acesta din urmă apare din cauza distanței de numai 30-40 cm dintre ochi și monitor. Ochiul rămâne blocat în vederea de aproape, iar când privește în depărtare nu mai vede normal, ci încețoșat (neclar, difuz).

## „Crampa scriitorului”
„Crampa scriitorului” este un alt efect la cei care stau încremeniți ore în șir în fața calculatorului. Apare în timp o scădere a controlului asupra mușchilor cefei și spatelui. Se manifestă prin furnicături care merg până in degete. În aceste situații se recomandă mișcarea, sportul și masajul pentru decontracturarea mușchilor și o mai bună circulație a sângelui.

## Tulburări musculare și osteoarticulare
Acestea sunt corelate cu poziția incorectă sau rigidă timp îndelungat. Consecințele în timp sunt deviații ale coloanei vertebrale, osteoporoza, hipotonia musculară. Acestea din urmă sunt o consecință a sedentarismului impus de munca la calculator. Ortopezii trag un semnal de alarmă în privința afectării structurii osoase din cauza sedentarismului. Există riscul aparitiei hipotoniei musculare urmată de scăderea forței, vascularizația va fi mai redusă și oasele se fragilizează. De aceea, în cazul unei activitați prelungite la calculator se impun pauze cu mișcare fizică la fiecare oră de lucru. Ortopezii ne atenționeaza că folosirea intensă a tastaturii calculatorului poate duce la boli serioase ale articulațiilor sau încheieturilor , ba chiar și la afecțiuni de stomac și obezitate .

## Probleme neurologice
O problemă neurologică ce apare datorită utilizării îndelungate a calculatorului e declanșarea crizelor de epilepsie care poate apărea pe terenuri fragilizate. Epilepsia fotosensibilă este totuși o problemă neurologică destul de rară. Migrenele date de statul îndelungat la calculator sunt dureri de cap care persistă și au o anume recurență. Pentru a evita migrenele, chiar și pe cele datorate statului îndelungat la calculator, există numeroase sfaturi de la specialiști.

## Stresul și dependența de calculator
Se consideră că pentru unele persoane vulnerabile psihic calculatorul poate fi înalt dependogen . Stresul pe care îl generează calculatorul provine din bombardamentul informațional și din suprasolicitarea la care este supus individul pentru selectarea informației utile. Dupa unele studii, între 5-10 % dintre utilizatorii de Internet devin dependenți, și s-a constatat și o analogie cu aceleași procente în cazul alcoolicilor. Altfel spus, procentul celor care pot deveni dependenți de calculator e destul de ridicat.